# 茨采街道
茨采街道，是中华人民共和国辽宁省盘锦市兴隆台区下辖的一个乡镇级行政单位，实际位于沈阳市辽中区茨榆坨街道，是盘锦市的一块飞地。

## 行政区划
茨采街道下辖以下地区：
茨采社区。